# Пролетарская революция (журнал)
«Пролета́рская Револю́ция» — советский исторический журнал, издававшийся в Москве в 1921—1941 годах.

## Основные сведения
Публиковал статьи исследовательского характера, документы и мемуары по истории рабочего движения, Коммунистической партии, Октябрьской революции и Гражданской войны, материалы о выдающихся деятелях партии, рабочего и социал-демократического движения, критику и библиографию.
Был основан и выпускался в 1921—1928 годах как орган Истпарта ЦК ВКП(б), в 1928—1931 — Института Ленина при ЦК ВКП(б), в 1932 году не издавался, в 1933—1941 годах — как орган Института Маркса — Энгельса — Ленина при ЦК ВКП(б)). Вышло 132 номера. Тираж журнала колебался от 5 до 35 тысяч экземпляров, периодичность выпуска менялась.
Редакторами журнала в разные годы были М. С. Ольминский, С. И. Канатчиков, М. А. Савельев, В. Г. Кнорин, В. Г. Сорин, М. Б. Митин.
В 1931 году Сталин направил в журнал письмо с резкой критикой опубликованной статьи А. Г. Слуцкого «Большевики о германской социал-демократии в период её предвоенного кризиса», охарактеризовав её как антипартийную и полутроцкистскую. В свою очередь, это письмо также было опубликовано в журнале.